# Herman Pines
Herman Pines (* 17. Januar 1902 in Łódź, Russland; † 10. April 1996 in San Rafael, Kalifornien) war ein polnisch-amerikanischer Chemiker. Er ist vor allem für seine Verbesserungen der Produktion von Kraftstoffen mit hoher Oktanzahl bekannt.

## Leben
Pines verließ als junger Mann seine polnische Heimat (damals zu Russland gehörig), weil er fürchtete, als Jude keine wissenschaftliche Karriere machen zu können. Er erwarb 1927 an der École Supérieure de Chimie Industrielle in Lyon (heute École supérieure de chimie, physique, électronique de Lyon) einen Abschluss in Chemieingenieurwesen und 1935 an der Universität Chicago mit der Arbeit A study of the electronegativities of organic radicals einen Ph.D. in organischer Chemie. 1928 (oder 1930) emigrierte er in die Vereinigten Staaten und war ab 1930 für Universal Oil Products (heute UOP LLC) in Chicago tätig, wo er den ebenfalls russischstämmigen Wladimir Ipatjew kennenlernte, dessen Assistent er wurde und mit dem ihn eine 22-jährige wissenschaftliche Zusammenarbeit verband.
1941 erhielt Pines neben seiner Tätigkeit für UOP eine Forschungsprofessur an der Northwestern University in Evanston, Illinois. Nach Ipatjews Tod 1952 verließ Pines 1953 UOP, um sich – nun als Ipatieff Research Professor für Chemie und Direktor des Ipatieff High Pressure and Catalytic Laboratory – ganz seiner universitären Forschungsarbeit zu widmen. 1970 wurde er emeritiert, war aber noch bis wenige Monate vor seinem Tod wissenschaftlich aktiv.
Pines war verheiratet und hatte eine Tochter.

## Wirken
Gemeinsam mit Wladimir Ipatjew entwickelte Pines in den 1930er Jahren ein katalytisches Verfahren, um bei niedrigen Temperaturen und unter Einwirkung von Schwefelsäure aus gasförmigen Bestandteilen des Erdöls (Isobutan und bestimmte Olefine) Kraftstoffe mit hoher Oktanzahl herzustellen (siehe Erdölraffinerie #Alkylierung). Ein weiteres von Pines entwickeltes Verfahren ist die katalytische Umwandlung von n-Butan in Isobutan. Die Verfahren wurden von amerikanischer Seite geheim gehalten. Die Kraftstoffe aber wurden im Zweiten Weltkrieg den Verbündeten zur Verfügung gestellt und sollen der Royal Air Force in der Luftschlacht um England Vorteile verschafft haben. Eine weitere kriegswichtige Tätigkeit Pines’ war die chemische Analyse der Kraftstoffe abgeschossener deutscher Flugzeuge. Sein Beitrag zum Sieg der Alliierten über Nazideutschland erfüllte Pines mit Stolz, insbesondere da seine Mutter und drei Brüder vermutlich im Holocaust ermordet worden waren.
Auch spätere Arbeiten Pines’ befassten sich mit der heterogenen Katalyse von Kohlenwasserstoffen. Die katalytische Umwandlung von Paraffinen in Isoparaffine gilt als einer der Eckpfeiler der Erdölindustrie.
Pines veröffentlichte etwa 265 wissenschaftliche Publikationen und war Inhaber von 145 Patenten.

## Schriften (Monografien)
- Base-Catalyzed Reactions of Hydrocarbons and Related Compounds, 1977
- The Chemistry of Catalytic Hydrocarbon Conversions, 1981
- Genesis and Evolution of the Ipatieff Catalytic Laboratories at Northwestern University, 1930–1970, 1992

## Auszeichnungen (Auswahl)
- 1956 Fritzsche Award in Essential Oils (heute Ernest Guenther Award in the Chemistry of Natural Products) der American Chemical Society[2]
- 1981 ACS Award in Petroleum Chemistry der American Chemical Society[3]
- 1982 Chemical Pioneer Award des American Institute of Chemists[4]
- 1983 E. V. Murphree Award in Industrial and Engineering Chemistry der American Chemical Society[5]

Der Catalysis Club of Chicago vergibt seit 1999 den Herman Pines Award in Catalysis, der von UOP gesponsert wird. Zu den Preisträgern gehört unter anderen Tobin Marks.